# لوییس لوپز رکارت
لوییس لوپز رکارت (انگلیسی: Luis López Rekarte؛ زادهٔ ۲۶ مارس ۱۹۶۲) بازیکن فوتبال اهل اسپانیا است.
از باشگاه‌هایی که در آن بازی کرده‌است می‌توان به باشگاه فوتبال دپورتیوو آلاوس، باشگاه ورزشی رئال مایورکا، باشگاه فوتبال رئال سوسیداد، باشگاه فوتبال دپورتیوو لاکرونیا، و باشگاه فوتبال بارسلونا اشاره کرد.
وی همچنین در تیم‌های ملی فوتبال زیر ۲۳ سال اسپانیا، اسپانیا، و باسک بازی کرده‌است.